# Christmas with PelleK
Christmas with PelleK è il terzo album studio gruppo musicale norvegese Pellek, pubblicato indipendentemente il 13 novembre 2013.

## Tracce
1. Twelve Days of Christmas – 5:09
2. O Christmas Tree – 4:04
3. Deck the Halls – 2:46
4. Beautiful Savior – 5:04
5. Jingle Bells – 2:44
6. O Holy Night – 4:29
7. Come All Ye Faithfull – 3:15
8. Silent Night – 4:38

## Formazione
PelleK - voce, tastiera
Ingemar Bru - basso
Stian Andrè Braathen - batteria
Patrick Fallang - chitarra